# Nat Taylor
Pour les articles homonymes, voir Taylor.
Nathan A. Taylor, né en 1906 et mort le 29 février 2004, est un inventeur et producteur canadien de films qui a cofondé Cineplex avec Garth Drabinsky (en).

## Biographie
Nathan Taylor naît et grandit dans une famille juive à Toronto, en Ontario et commence sa carrière commerciale en 1918 en vendant des cartes postales,. Il a quatre frères et sœurs : Fanny, Maish, Ida et Sylvia. À l'âge de 17 ans, il est employé comme directeur de théâtre local tout en obtenant un diplôme en droit d'Osgoode Hall.
En 1934, il se lance dans les affaires et fonde 20th Century Theatres (Twinex) ; en 1941, Twinex exploitait 17 cinémas. Il est ensuite embauché par Famous Players Canadian Corporation pour exploiter 25 cinémas supplémentaires en plus des siens afin de l'empêcher de se lier à leur concurrent canadien, Odeon. À la tête de Twentieth Century Theatres, la branche ontarienne de Famous Players Canadian Corporation, il construit l'une des premières salles de cinéma cineplex au monde à Ottawa, en Ontario, à l'Elgin Theatre (en). Le deuxième écran de l'Elgin a ouvert ses portes en décembre 1947 sur un terrain adjacent au théâtre original de 1935. Au début, le même programme était diffusé dans les deux auditoriums, mais quelques années plus tard, Taylor a eu l'idée de vendre des billets pour différents films à partir du même box-office, se présentant comme le premier à le faire. Il a également créé l'une des premières salles de cinéma dans un centre commercial (la salle à double écran du Yorkdale Plaza à Toronto, en Ontario, ouverte en 1964) et l'une des premières dans un immeuble de bureaux (une autre salle de cinéma à double écran, ouverte en 1962 à Place Ville Marie à Montréal, Québec). Dans les années 1970, Taylor avait entièrement vendu tous ses cinémas, sauf quelques-uns, à Famous Players, mais il a pourtant lancé une nouvelle chaîne de cinéma à partir de zéro, avec Garth Drabinsky cofondateur des cinémas Cineplex Odeon. Le premier emplacement en 1979 au Centre Eaton de Toronto comptait 18 écrans (bientôt augmenté à 21), un record mondial Guinness à l'époque.
Il fonde le Canadian Film Weekly en 1941, édité par Hye Bossin. Le magazine est rapidement devenu le principal journal cinématographique au Canada, complété en 1951 par un annuaire de l'industrie cinématographique canadienne et reprenant le concurrent Canadian Moving Picture Digest en 1956. Taylor a également distribué des films et produit l'un des premiers films d'horreur canadiens, The Mask. Il a reçu un prix Génie spécial en 1984 pour sa contribution exceptionnelle à l'industrie cinématographique canadienne. En 1982, il a reçu un diplôme honorifique de l'Université York après avoir fait don d'une salle de cinéma à son nom à l'école.

### Vie privée
Taylor s'est marié deux fois. Sa première épouse, Yvonne, et son fils Michael, sont décédés avant lui. Sa deuxième épouse était la personnalité artistique canadienne Claire Drainie Taylor, avec qui il a eu six beaux-enfants, Bronwyn, Kathryn, Michael, Jocelyn, Philip et David. Il est mort de causes naturelles. Les services ont eu lieu au temple Holy Blossom à Toronto